# Норт-Бей (Онтаріо)
 Норт-Бей  (англ. North Bay) — місто (314,92 км²) в провінції Онтаріо у Канаді. Місто розташоване в окрузі Ніпіссінґ на березі озера Ніпіссінґ (англ. Lake Nipissing).
Місто налічує 53 966 мешканців (2011) (436,4 /км²).

## Відомі люди
- Ларрі Кінен — канадський хокеїст.